# Унион — Фаал (Абвер)

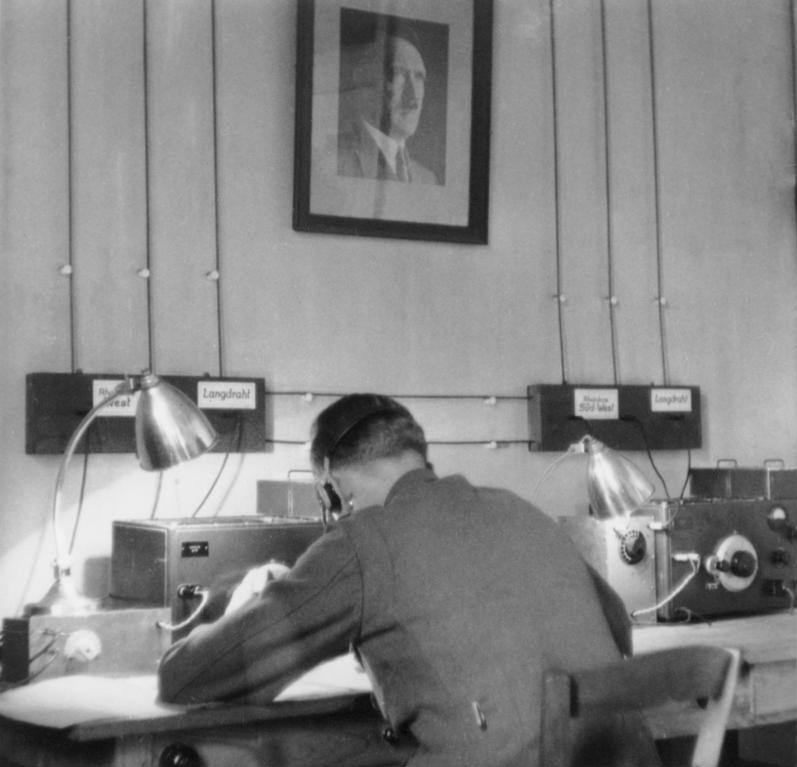
Секретная радиослужба «ОКВ АMT Аусланд/Абвер» (министерство иностранных дел/обороны)

Унион — Фаал (Абвер) — антисоветская диверсионная организация. «Унион» (1941—1942), она же «Фаал» (1942—1943), была создана германской разведкой Абвер в начале 1941 года в Афганистане с целью сбора разведывательных данных и боевого взаимодействия басмаческих формирований для нападения на территорию Среднеазиатских республик СССР.

## Предпосылки и история организации
Нападение фашистской Германии на Советский Союз, курбаши басмачества в афганском Туркестане встретили с воодушевлением. Курбаши среднеазиатской эмиграции, находящиеся в Кабуле, объявили Гитлера своим «спасителем». А те, кто остался на севере страны, уже в июле 1941 года стали готовить свои отряды к возобновлению нападений на советскую территорию. Молодёжь из богатых эмигрантских семей, предвкушая скорый приход немцев, начала спешно изучать немецкий язык.

— Афганская монархия вела себя сдержано по отношению к многочисленным формированиям басмачей на севере страны, поскольку была уверена в том, что в короткий срок Советский Союз будет разгромлен Германией, а у Афганистана появится шанс нарастить территорию за счет земель, некогда входящих во владения Эмира Бухарского и Хана Хивинского, с помощью тех же басмачей.

В докладе Средне-восточного отдела Народного Комиссариата иностранных дел от 4 апреля 1942 года отмечалось, что группа афганских военных во главе с прогермански ориентированным принцем Мухаммед Даудом разрабатывала план нападения на СССР.

— Кабульское Правительство, по данным советской разведки, было уверено в том, что части РККА, дислоцированные на советско-афганской границе, непременно будут переброшены на фронт сражений с соединениями вермахта, и поэтому силами одной афганской дивизии, возможно будет овладеть Хивой и Бухарой.

Для укрепления отношений с басмаческими формированиями в Северном Афганистане, король Захир-шах заключил с живущим в эмиграции в Кабуле свергнутым эмиром Бухары Сеидом Алим-ханом секретное соглашение, предусматривающее оказание басмаческими формированиями вооруженной поддержки официальному Кабулу в случае столкновений с РККА.

В свою очередь курбаши басмачества всячески стремились закрепить договорённости с Кабулом на случай войны с СССР.

— В августе 1941 года курбаши наиболее крупного туркменского формирования Ишан Халифа Кызыл-аяк (прозвище Кызыл-аяк — в переводе с тюркского «красная нога») написал премьер-министру Афганистана Хашим-хану письмо с просьбой взять под покровительство Бухару и обязался, в случае необходимости поставить под ружьё до 40 тысяч вооруженных туркмен.

Премьер-министр Хашим-хан предложил Кызыл-аяку держать свои формирования в полной боевой готовности, сориентировав, что удобный момент для нападения на СССР будет представлен после взятия вермахтом Москвы и Ленинграда. О деталях переписки стало известно германской разведке «Абвер».

— Летом 1941 года японская и германская миссии установили устойчивый контакт со всеми крупными курбаши среднеазиатского басмачества.

— В августе 1941 года, по просьбе германской дипломатической миссии, Кацуби — японский поверенный, встретился с Сеидом Алим-ханом, проведя переговоры на предмет возможного сотрудничества против СССР. Бывший Эмир отказался от сотрудничества, однако окружение Сеида Алим-хана и многие курбаши басмачества охотно начали взаимодействие с агентами разведки Германии и Японии, сулившим большие средства за организацию партизанской деятельности на территории Советских Среднеазиатских республик.
— В сентябре 1941 года Абвер поручил влиятельному среди басмачей узбекскому курбаши Махмуд-беку создание шпионско-диверсионную сети по обе стороны советско-афганской границы. Это стало началом сотрудничества Махмуд-бека в качестве резидента абвера в узбекской и туркменской части басмачества в северном Афганистане.

## Махмуд-бек и «Унион»
Махмуд-бек, узбек по национальности был опытным разведчиком, заработавшим крупный капитал на торговле сведениями разведкам разных стран о текущей ситуации в Среднеазиатских республиках. Начиная с периода до начала Второй мировой войны, Махмуд-бек был агентом турецкой, японской и германской разведок. Для иностранных разведок Махмуд-бек был ценным источником информации, поскольку обладал частной агентурной сетью. Даже после выдворения из Кабула — под давлением правительств Великобритании и СССР японского посла Китады, и попытки афганской официальной власти сделать то же самое с Махмуд-беком, турецкий посол пригрозил премьеру Хашим-хану, приспустить на это флаг своего государства над посольством Турции.

Не желая эскалации дипломатических отношений с Анкарой, афганское руководство придержало это решение, оставив Махмуд-бека в Кабуле.
— Осенью 1941 года резидент германской внешнеполитической разведки в Кабуле Курт Расмус приказал Махмуд-беку на встрече создать в северо-восточном афганском городе Баглан опорный пункт для переброски в СССР немецких агентов. С этой целью Махмуд-беку Абвером был передан аванс — 40 тысяч афгани.

Для выполнения данного задания этих средств было недостаточно, однако, дабы укрепить сотрудничество с Абвером и доказать резидентам Курту Расмусу и Дитриху Витцелю свой потенциал Махмуд-бек согласился. Спустя некоторое время он доложил, о создании им двух, вместо одного — двух опорных пунктов в северо-восточном Афганистане: в городах Баглан и Кундуз.
В докладе о проделанной работе Махмуд-бек сообщил также о вербовке им бывшего офицера афганской армии Хамра Гуль-бека с целью руководства с осени 1941 года опорным пунктом в Баглане.

В Кундузе же в распоряжение Абвера Махмуд-бек предоставил две явки. Успехи деятельности Махмуд-бека по созданию своей агентурной сети в Афганистане полностью удовлетворяли начальство Абвера.

— В ноябре 1941 года Махмуд-бек получил от Абвера приказ на ускорение организации шпионской разведывательной сети в Среднеазиатских республиках СССР. Для этого ему было приказано вербовать агентов из числа советских граждан в Средней Азии, наладить сбор информации о политической обстановки в данном регионе. Курт Расмус поручил Махмуд-беку начать также подготовку диверсионных групп для переброски на Советскую территорию.

Накануне наступления вермахта на Сталинград и Кавказ — руководитель резидентуры Абвера в Кабуле Дитрих Витцель получил из Берлина приказ создать в Среднеазиатских республиках СССР разветвлённую агентурно-диверсионную сеть. В соответствии с показаниями о деятельности абвера в Афганистане уже после победы СССР во Второй мировой войне бывший немецкий посол в Кабуле Ганс Пильгер в ходе допроса в Бутырской тюрьме сообщил о том, что в 1942 году Д. Витцель планировал развитие широкой агентурной сети в южной части Туркменской ССР, Таджикской ССР и Узбекской ССР.
 
Важное значение, по утверждению посла Г. Пильгера, Д. Витцель уделял формированию в Туркменской ССР организованного подполья, выполняющего установки Абвера.

Прежде всего, абвер планировал укрепить взаимодействие с туркменским басмачеством, поскольку туркменская эмиграция в Афганистане обладала наиболее многочисленными формированиями, способными в нужный момент возобновить атаки на приграничные с Афганистаном территории. По расчёту Д. Витцеля туркменские формирования в Афганистане могли поставить под ружьё до 11 тысяч басмачей.
— По данным английской разведки, обладающей обширной агентурной сетью среди басмачества, в марте 1942 года туркменская эмиграция была способна выставить около 10 тысяч воинов.

По сравнению с 1939 годом, к весне 1942 года, численность туркменских формирований, базирующихся в 3-5 км от советской границы, возросла в 2 раза. Это свидетельствовало о том, что в 1942 году басмачество было способно к нападению и ждало приказ к возобновлению налётов на территорию СССР. В декабре 1941 года наиболее влиятельный лидер туркменского басмачества Кызыл Аяк сориентировал свои отряды к готовности ко вторжению в советскую Среднюю Азию уже летом 1942 года.

— Другой крупный узбекский курбаши Курширмат, называющий себя главнокомандующим, достиг с К. Расмусом договорённости о взаимодействии с фашистской Германией против Советского Союза. Курширмат утверждал, что в обмен на финансовую помощь он и его люди:
- Способны подготовить и заслать диверсионные группы на территорию Советских Среднеазиатских республик для уничтожения мостов, линий связи и складов с продовольствием.
- Сформировать партизанские формирования в этих республиках и подготовить площадки для приёма немецких десантов.
- Осуществлять диверсии против советских аэродромов.

Посольство Германии в Кабуле гарантировало курбаши басмачей оружие и лошадей. Д. Витцель и К. Расмус в начале 1942 года рекомендовали Махмуд-беку представить списки среднеазиатской эмиграции, участвующей налётах на СССР. Резиденты абвера в Афганистане обещали Махмуд-беку и дружественным ему курбаши, выделение немецкой миссией в Кабуле денежных средств, для обеспечения оружием и лошадьми.

Для большего выманивания средств у абвера, узбекские и туркменские курбаши, через Махмуд-бека, направили К. Расмусу и Д. Витцелю списки в несколько раз завышающие фактическую численность своих формирований. Кызыл-аяк в 1942 году представил абверу численность 40 тысяч своих воинов и, столько же по его словам — туркмен вольются в его отряды, получи они от Германии вооружение или денежные средства на его покупку, необходимые для нападения на СССР. Обладая войском численностью не более 10 тысяч басмачей, Кызыл-аяк в докладе абверу завысил его в 4 раза.

— Махмуд-бек, являясь резидентом Абвера в среде узбекского и туркменского басмачества до мая 1942 года при поддержке абвера создал к весне 1942 года в Северном Афганистане антисоветскую организацию, получившую название «Унион». Цель данной организации состояла в отвоёвывании территории Бухарского эмирата и возвращение на престол бывшего Эмира Сеида Алим-хана.

Усилия Абвера и японской разведки по провоцированию басмаческих нападений на советскую территорию были на контроле разведки СССР, имевшей широкую агентурную сеть в Северном Афганистане.

На определённом этапе, Советской разведкой было принято решение о перевербовке Махмуд-бека за денежные средства и получение исчерпывающей информации об «Унионе».
В начале 1942 года советская разведка «вела» деятельность абвера и антисоветских эмигрантских организаций в Северном Афганистане.

— В мае 1942 года Махмуд-бек был арестован афганской полицией по запросу Англии. Оказалось, что К. Расмус использовал Махмуд-бека не только для получения сведений о шпионско-диверсионной деятельности против Советского Союза, но и сбора разведывательной информации об обстановке в Британской Индии.
— На этапе успешного наступления немецко-фашистских войск на Сталинград и Кавказ — летом 1942 года антисоветские организации, сформированные из общин среднеазиатской эмиграции в Афганистане начали активную подготовку к нападению на Советский Союз. Выход из игры Махмуд—бека на незначительный срок дезорганизовал басмаческое сообщество.

— Летом 1942 года абвер создал в Афганистане новую антисоветскую организацию «Фаал». В Абвере же продолжали называть её старым наименованием — «Унион».

Изгнанный эмир Бухары Сеид Алим-хан, проживавший в Кабуле под уговоры близкого окружения начал сотрудничать с разведками Германии и Японии, разрешив своему сыну Умар-хану стать членом организации «Фаал». Также, для организации басмаческих нападений на территорию Советских Среднеазиатских республик, Сеид Алим-хан продал некоторые свои крупные драгоценные камни.

## Сеид Мубашир-хан Тирази и «Фаал»
Следующим руководителем организации «Фаал» абвером был назначен Сеид Мубашир-хан Тирази (агентурный псевдоним Ханза). В руководство подпольной организации «Фаал» вошли также: крупные курбаши — Курширмат, Нурмамад (Нур Мухаммед), Абдул Ахад Кары и представитель бухарского эмира Хаджи Бафа.

— Сотрудничая с абвером и японской разведкой Сеид Мубашир-хан Тирази занялся подготовкой басмаческих формирований к походу на Бухару. В сообщении Г. Пильгера от 24 июля 1942 года в Берлин:

"Духовная в своем существе национал-туркестанская тайная антибольшевистская организация «Унион» и состоящая внутри неё особо тайная структура «Лига», которая создана специально для восстановления Бухарского эмирата, возглавляется самим эмиром (в дальнейшем Ауди). Но поскольку он опасается неприятностей со стороны афганского правительства, оказавшего ему гостеприимство, то на первый план им выдвинут Ханза, сын которого помолвлен с одной из его дочерей. Сам Ауди держится в тени— Г. Пильгер
Ханза был непосредственным руководителем «Униона» и «Лиги». Он был щедро снабжён финансовыми средствами, для обеспечения:
- согласно обстановке, наладить контакт между советским Туркестаном и Афганистаном
- осуществить подготовку к отправке войсковых подразделений в Туркестан
- укрепить контакт «Фаал» с готовыми к введению боевых действий германскими войсками в Туркестане и Афганистане.

План «Униона» предусматривал к весне 1943 года, когда будут открыты горные проходы в Северном Афганистане, сформировать и вооружить 20-30 тысяч басмачей, для освобождения Бухары. Германия взяла на себя обязательства предоставить «Фаал» поддержку не только финансовыми средствами, но и оружием. Доставку вооружения должны были обеспечить немецкие самолёты люфтваффе. В планы абвера входила высадка в Среднеазиатских советских республиках, в первую очередь в Туркменской ССР, диверсионных групп, укомплектованных солдатами и офицерами «Туркестанского легиона». В Польше, близ города Вроцлав была создана секретная тренировочная база под названием «Лесной лагерь СС-20», или «Главный лагерь Туркестан» на ней велась подготовка диверсантов.

— Для формирования единой и управляемой силы, координирования её действий, Германия и Япония прикладывали усилия по объединению разрозненных басмаческих формирований, затем чтобы весной 1943 года они выступили на территорию СССР. Для выполнения данных задач «Фаал» образовал в Кундузе свой центр и оттуда планировал расширить агентурную сеть в Советских среднеазиатских республиках. К тому времени, связной Сеида Мубашир-хана Тирази установил контакт с курбаши киргизских басмачей Камчи-беком, он с сентября 1941 года совершил вооружённую вылазку на советскую территорию. Курбаши договорились о совместных действиях и Камчи-бек стянул свои формирования к советской границе. Туркменский курбаши Кызыл Аяк, также подтвердил готовность начать наступление на советскую территорию.

— В конце лета 1942 года центр «Фаал» в Кундузе доложил германскому посольству в Кабуле, что на севере Афганистана басмаческие отряды в количестве 70 тысяч человек, ждут приказа выступить против Советского Союза. Но отмечается, что лишь 15 тысяч из них вооружены. Сообщая немцам сильно завышенную численность своих формирований, руководители «Фаал» планировали получить от Германии больше финансовых средств и оружия.

Широкий масштаб подготовки формирований басмачества для нападению на Советские среднеазиатские республики не был секретом для афганского правительства, разведок СССР и Англии. Чтобы не испортить межгосударственные отношения, афганские власти санкционировали арест в начале апреля 1943 года руководителя «Фаал» Сеида Мубашир-хана Тирази и свыше ста членов этой организации. Для полной ликвидации агентурной сети стран оси в Афганистане, по предложению Англии к советскому руководству оказать совместное давление на Кабул, с тем чтобы потребовать от Хашим-хана ликвидации «Фаал» и высылку из страны агентов германских и японских разведок.

— К февралю 1943 года курбаши басмачества базирующегося в Афганистане, посчитали численность своих формирований, способных выступить за Амударью. По десяти афганским городам и их районам, насчитали 22 300 (двадцать две тысячи триста) басмачей. Объединение всех отрядов курбаши, как и формирование единого центра, являлось прямым указанием Абвера.

Районами организации повстанческого и басмаческого движения центр наметил ряд областей Узбекской и Таджикской ССР. Для подготовки к этому в северные районы Афганистана были направлены следующие представители эмигрантского центра:
- Рузи Мухаммед — в Кундуз, к курбаши узбекского формирования Сеид Мухитдину-хан Тура.
- Кары Абдулла — в Меймене к курбаши туркменского формирования Ишану Халифа Кызыл Аяку.
- Махмуд-бек — в Афганский Памир к курбаши киргизского формирования Камчибеку.

К курбаши туркменской эмиграции Молла Клыч Ага Коушут-баю и Давлету Сердару в районы населённых пунктов Бала-Мургаб, Меручак, Меймене, Герат, также были направлены эмиссары Фаал.
Абдулла Ахад Кара, являясь одним из руководителей Фаала, по заданию абвера был направлен в Кундуз для организации переброски в Советский Туркестан групп, собирающих разведывательную информацию и налаживающую связи с антисоветским подпольем.
— В мае 1943 года афганскому правительству, британским послом Ф. Уайли была вручена нота с требованием прекратить деятельность абвера в Афганистане и выслать японских агентов из Кандагара. 8 июня 1943 года советский посол в Афганистане К. Михайлов заявил Хашим-хану протест в связи с враждебной деятельностью к СССР, посольств Германии и Италии в Кабуле.

Разведданные о деятельности «Фаал», полученные Внешней разведкой СССР и от её агентов в среде среднеазиатских эмигрантов легли в основу ноты протеста подготовленного Правительством СССР. Также были представлены факты и документы, свидетельствующие о подрывной деятельности абвера в среде басмачества.
 
— В ноте протеста упоминалось о имевшем место, письменном обращении к Правительству Германии, Курширмат — курбаши узбекского басмачества, руководящего «Фаал» на определённом этапе. В письме Курширмата, датированного весной 1943 года, говорилось о намерении басмачей организовать восстание в Советской Средней Азии и о развёртывании на советской территории диверсионной деятельности — разрушении железных дорог, линий связи в ряде областей Узбекской и Таджикской ССР.

К антисоветской деятельности были причастны сотрудники германской миссии: Рассмус, Шмидт, Фишер, Витцель, Дох и другие. В мае — июне 1943 года, после проведения афганской полицией спецоперации против ee членов, деятельность «Фаал» фактически прекратилась. После разгрома немецко-фашистских войск в Сталинградской битве и в битве на Курской дуге, сорвался план вторжения германских войск в Среднюю Азию, тем самым и доставка самолетами Люфтваффе вооружения басмачам.

## В творчестве
- Ильяс Дауди. Повесть «Цугцванг обер-лейтенанта Бруно Тевса» военно-исторического романа-трилогии «В Круге Кундузском» с.514—515. — Москва: ДеЛибри, 2021. — 566 с. — ISBN 978-5-4491-0575-2.

В сюжете рассказывается подробно о деятельности лидера басмачества Махмуд-бека в проекте «УНИОН» и контактах с кураторами от Абвера («Мародёрами» Абвера) — резидентами обер-лейтенантами Куртом Расмусом и Дитрихом Витцелем.